# 1961 في البرازيل
فيما يلي قوائم الأحداث التي وقعت خلال عام 1961 في البرازيل.

## سياسة

### تعيين في المنصب
- 31 يناير – جانيو كوادروس رئيس البرازيل.
- 8 سبتمبر – تانكريدو نيفيس List of prime ministers of Brazil [الإنجليزية]‏.
- 8 سبتمبر – جواو غولار رئيس البرازيل.
- 4 أكتوبر – جوسيلينو كوبيتشيك عضو مجلس الشيوخ من البرازيل.

### انتهاء فترة المنصب
- 31 يناير – جوسيلينو كوبيتشيك رئيس البرازيل.
- 25 أغسطس – جانيو كوادروس رئيس البرازيل.
- 25 أغسطس – جواو غولار نائب رئيس البرازيل [الإنجليزية]‏.

## مواليد

### يناير
- 1 يناير – فيصل الصايغ سياسي لبناني.
- 22 يناير – إيلزو كوليو لاعب كرة قدم برازيلي.

### فبراير
- 14 فبراير – لويس مولر لاعب كرة قدم برازيلي.

### مايو
- 22 نوفمبر – أليمايو
- 25 مايو – تيتي لاعب ومدرب كرة قدم برازيلي.

### يوليو
- 7 يوليو – رينيه ويبر لاعب كرة قدم برازيلي.

### سبتمبر
- 19 سبتمبر – خوسيمار لاعب كرة قدم برازيلي.

### نوفمبر
- 11 نوفمبر – ميلتون لويز دي سوزا فيلو لاعب كرة قدم برازيلي.
- 22 نوفمبر – أليمايو

### ديسمبر
- 19 ديسمبر – ماورو غالفايو لاعب كرة قدم برازيلي.
- 20 ديسمبر – فيك مونيز فنان برازيلي.

## وفيات

### فبراير
- 9 فبراير – كارلوس لوز (مواليد 1894) سياسي برازيلي.